# 38إم تولدي
38إم تولدي (بالهنغارية: 38M Toldi) هي دبابة خفيفة صنعت في هنغاريا ما بين عامي 1939 و1942 بإجمالي 202 دبابة، شاركت الدبابة في بدايات الحرب العالمية الثانية في غزو يوغسلافيا وغزو الاتحاد السوفيتي (عملية بارباروسا). وقد أطلق اسم «تولدي» على الدبابة تيمنا بالفارس المجري ميكلوس تولدي الذي يعد بطلا قوميا في التاريخ المجري.

## الخلفية التاريخية
بعد هزيمة المملكة المجرية في الحرب العالمية الأولى (1914-1918) وقعت المملكة معاهدة تريانون والي تضمنت تقليصا لحدود المملكة ولتعداد الجيش المجري إضافة منع المجر من صنع أو شراء الدبابات والعربات المدرعة، وعلى الرغم من بنود المعاهدة إلا أن الحكومة المجرية تجاهلت بنود المعاهدة تماما في أواسط عقد الثلاثينات من القرن العشرين وبدأت برنامجا لتسليح قواتها.
وفي عام 1935 قامت المجر بشراء دبابة واحدة من طراز Landsverk L-60 من السويد وذلك بغرض التجربة ثم ما لبثت أن توصلت إلى شراء رخصة إنتاج للدبابة وذلك عام 1937.

## الإنتاج
بحلول عام 1940 أنتجت أول دبابة تولدي وقد بلغ إجمالي الإنتاج من دبابات تولدي ما بين عامي 1939 و1942 نحو 202 دبابة على عدة فئات.

## التصميم

### التسليح
سلحت دبابة تولدي بمدفع مضادة للدروع من عيار 20 ملم مع 208 قذيفة ذخير، إضافة إلى رشاش عيار 8 ملم. وقد تم عام 1942 تحديث الدبابات وذلك عن طريق استبدال المدفع الرئيسي بأخر أكبر حجما من عيار 40 ملم.

### المحرك
زودت دبابة تولدي بمحرك بثمانية اسطوانات سعة 7.9 لتر ويولد قوة تقدر بنحو 155 حصان

## هوامش
1. 1 2  Steven J. Zaloga and Henry Morshead, p.10
2. 1 2  George Bradford, p.79